# ماجويتو فيليلا
ماجويتو فيليلا (24 يناير 1949 - 13 يناير 2021) كان سياسيًا برازيليًا شغل منصب عضو مجلس الشيوخ، وكان رئيس بلدية جويانيا.

## السيرة الشخصية
كان فيليلا سياسيًا ومحاميًا برازيليًا. كان حاكمًا لغوياس من عام 1995 إلى عام 1998. وكان أيضًا عضوًا في مجلس الشيوخ البرازيلي من 1999 إلى 2007. لفترة قصيرة في يناير 2021 كان فيليلا رئيس بلدية جويانيا.
توفي فيليلا في 13 يناير 2021 في جويانيا من جراء مرض كوفيد 19 خلال الجائحة في ساو باولو، عن عمر يناهز 71 عامًا.